# الفاما
حي الفاما (باللغة البرتغالية: Alfama) هو أقدم أحياء لشبونة ويمتد على المنحدر بين القلعة ونهر تاجة. اسمه مشتق من كلمة «الحمة» العربية التي تعني عين ماء حارة. فيه الكثير من المعالم التاريخية المهمة، بالإضافة إلى حانات ومطاعم مختصة بالفادو. 
كانت الفاما تمثل رقعة المدينة كلها، قبل أن تمتد المدينة غربا. في ذلك الوقت، نقل أصحاب الثروة والامتياز غربا كذلك، وظل الفاما حيا للصياد والبحارة والفقراء فقط، وهكذا بقي لحد كبير حتى العقود الأخيرة. لم يدمر زلزال لشبونة 1755 حي الفاما فلم يفقد خصائصه مثل الأزقة الضيقة والمتاهية.

## تاريخ

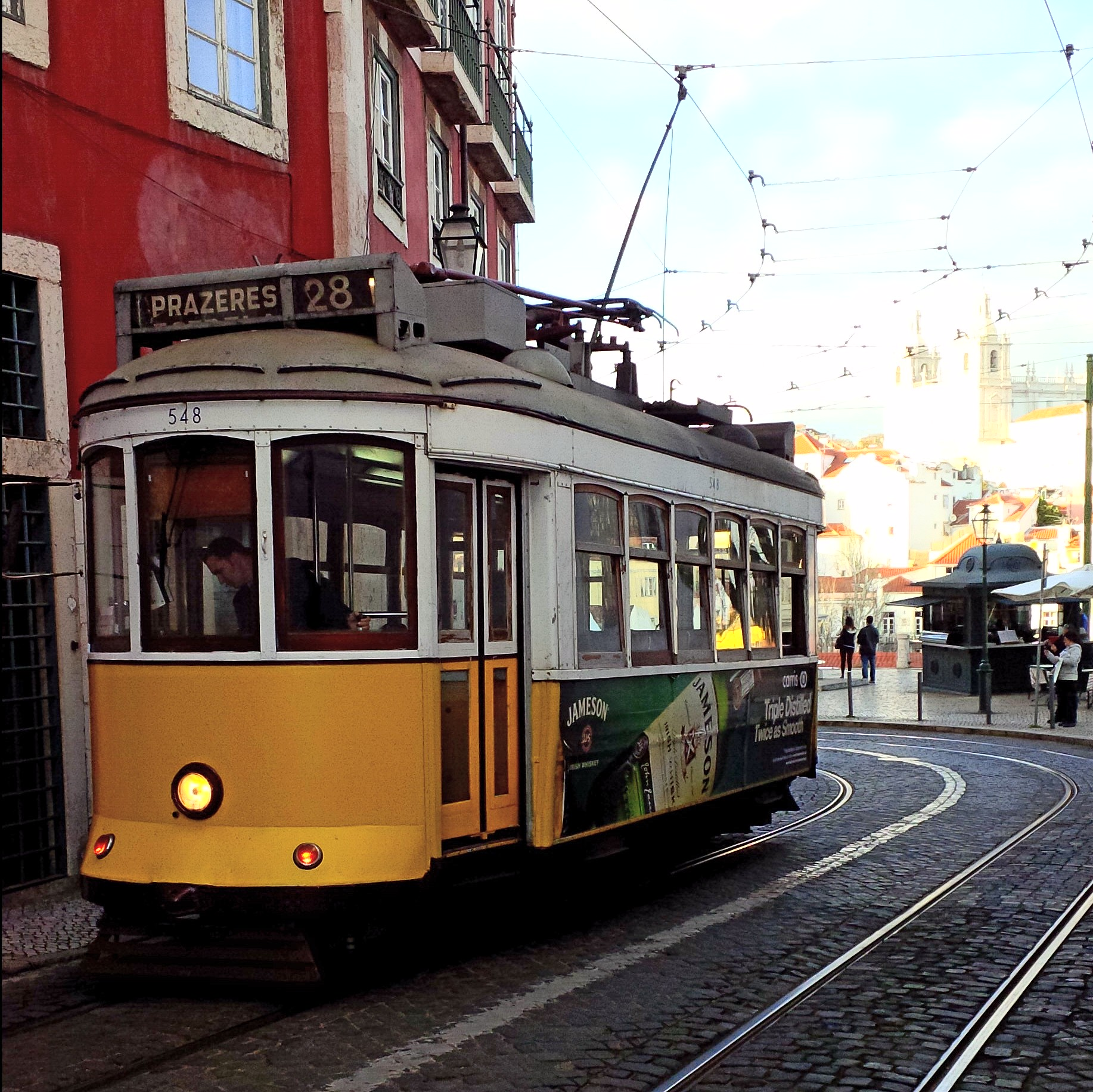
جمازة رقم 28 في الفاما

إبان فترة حكم المسلمين في لشبونة من 714 إلى 1147، كان ينقسم الفاما إلى اثنين:
الربد الأعلى، وهو أكثر نخبوية، كان يقع داخل السور القديم، على الجانب الشرقي لجامع لشبونة القديم، الذي هو كاتدرائية لشبونة الآن، والولوج إليه من خلال بوابة الفاما أو باب ما هو شارع ساو جواو دا براسا (rua de São João da Praça) الآن.
الربد البحري، وهو حي شعبي، كان الحي الأسفل قرب البحر.
مع سقوط لشبونة في أيادي الكاثوليك، الحي المعروف باسم «الفاما» امتد شرقا في حدود السور الجديد أي سور فرناندو إلى ساحة عامة اسمها صهريج، أي نافورة، الداخل (Chafariz de Dentro).
تدهور الأحوال في العصور الوسطى عندما انتقل السكان الأغنياء غربا إلى الأحياء المسيحية الجديدة، يتركون في حي الفاما السكان الفقراء الذين يعملون صيادا وبحارة.
معظم المباني نجوت من زلزال 1755. بالرغم أن ديار الموريسكيين لم تعد موجودة بعد، الحي يحتفظ بالقليل من الجو من تلك الفترة—هناك القصبة بأزقتها الضيقة المتعرجة المتاهية والسلالم والملابس معلقة في النوافذ لتجف. والمناظق الأكثر تدمرا صارت قصدا لأشغال ترميمية كبيرة. في آخر مرحلة للإستادو نوفو تجهل الحي بالكامل وارتفع التجريم. في أعقاب ثورة 25 أبريل، لم ينجز إلا القليل في سبيل تجديد الحي كحي تاريخي، فصار منذ الثمانينات من أكثر أحياء المدينة إشكالية، وخصيصا فيما يتعلق بتسريب المخدرات. في أواسط التسعينات فقط أخذ الفاما يستعيد تدريجيا.

## مشاهد

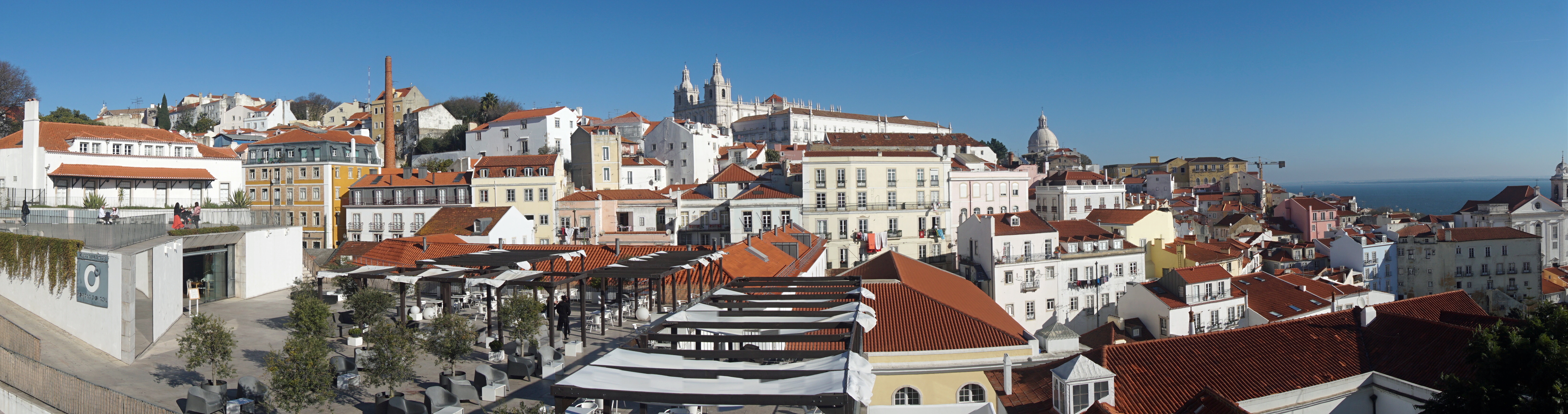
منظر عام لحي الفاما من ساحة أبواب الشمس

## معرض

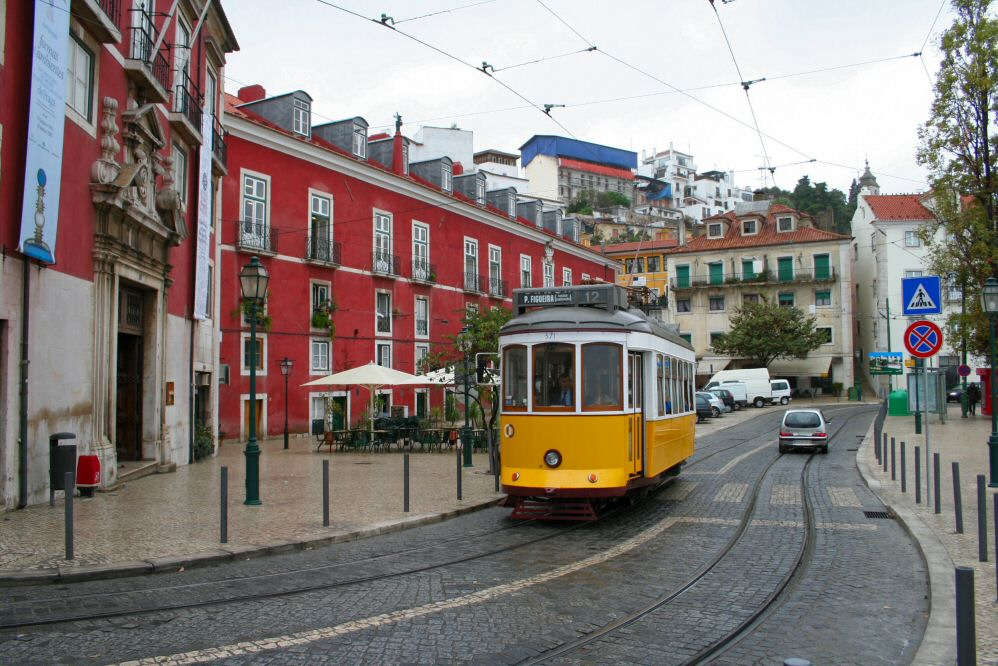
جمازة قديمة في حي الفاما أمام متحف الفنون التزيينية
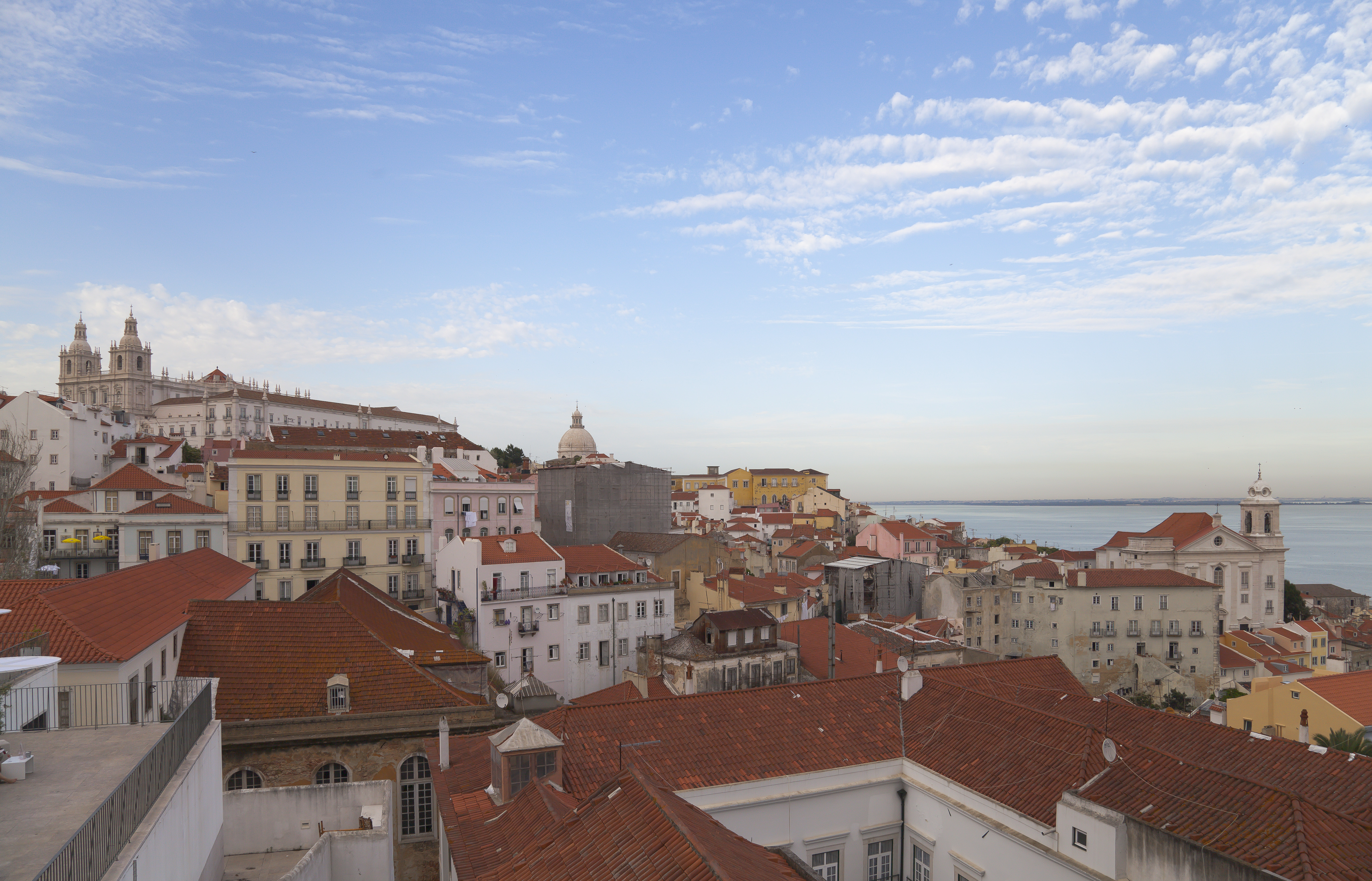
الفاما غسقا
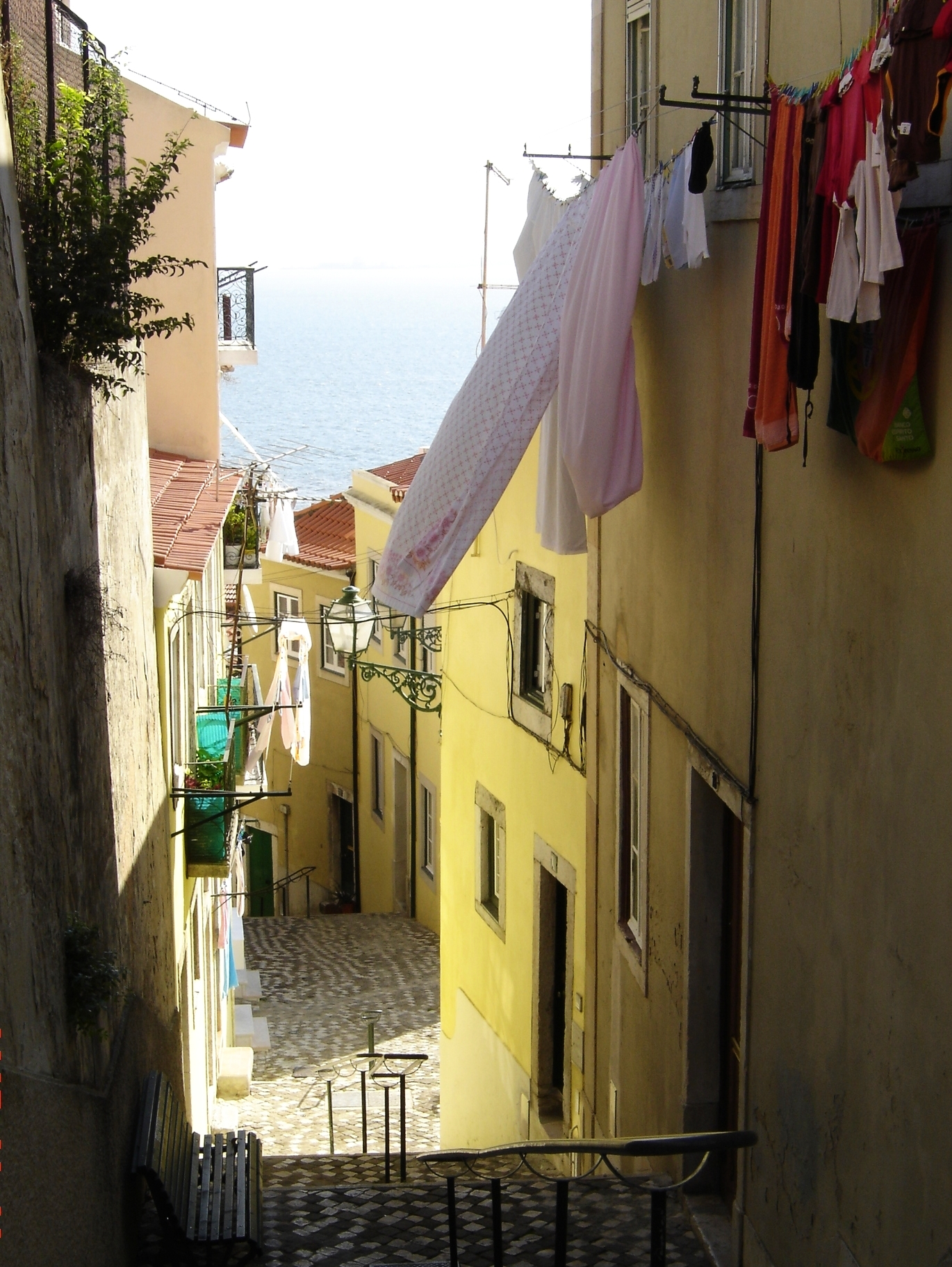
شارع عادي في الفاما
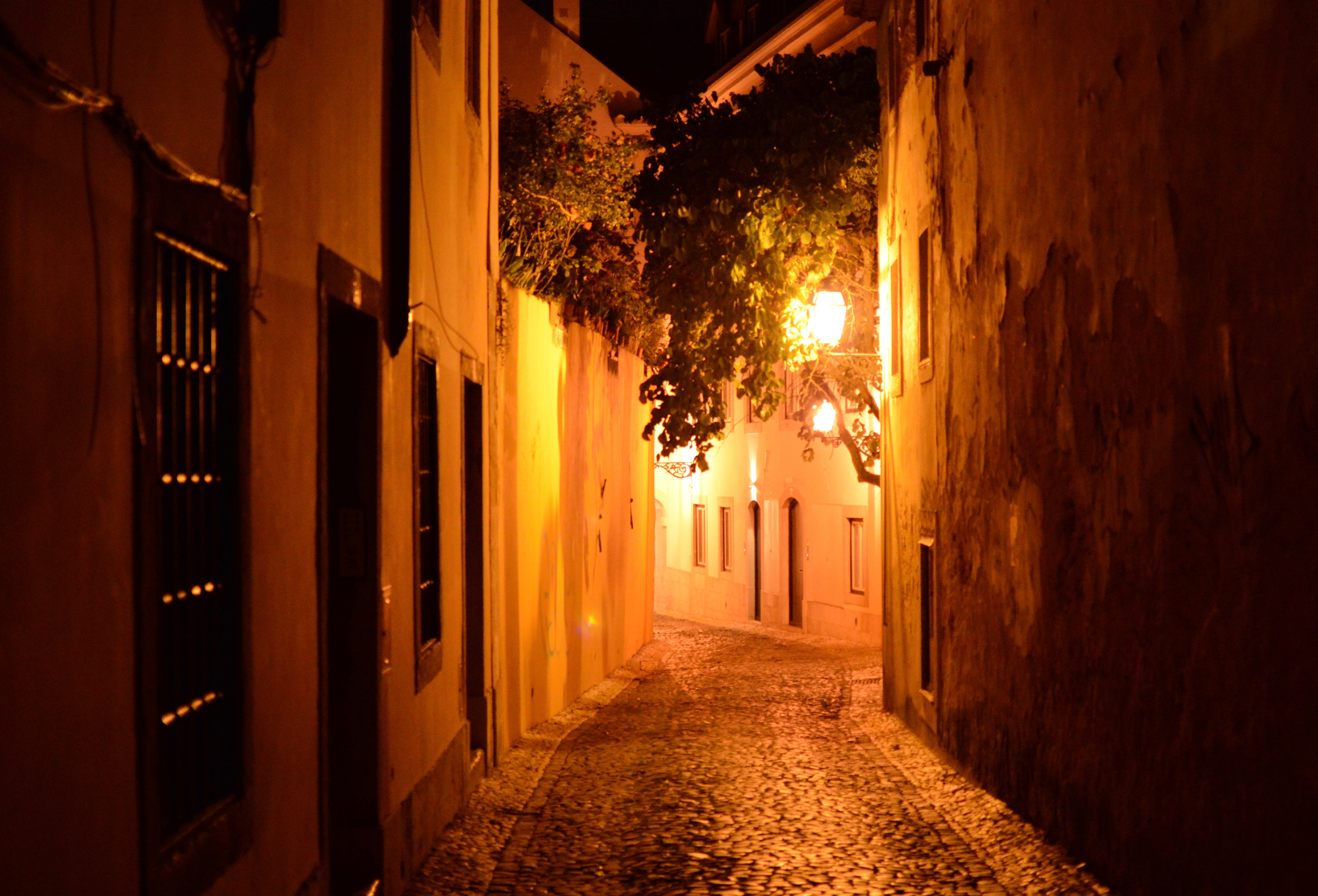
الفاما، شارع بالليل